# Solido archimedeo
In geometria, un solido archimedeo o semiregolare è un poliedro convesso le cui facce sono costituite da due o più tipi di poligoni regolari e i cui vertici sono omogenei. Si richiede inoltre che il poliedro non sia un prisma o un antiprisma. I solidi archimedei sono 13, e si differenziano dai solidi platonici (o regolari), aventi anche le facce omogenee, e dai solidi di Johnson, i cui vertici non sono omogenei.

## Definizione
Un solido archimedeo o semiregolare è un poliedro convesso che soddisfa le proprietà seguenti:
1. Le sue facce sono poligoni regolari.
2. I vertici sono omogenei: cioè, per ogni coppia di questi esiste una simmetria del solido che sposta il primo nel secondo.
3. Il solido non è un solido platonico, né un prisma, né un antiprisma.

Un solido archimedeo ha almeno due tipi di facce distinte: i solidi che soddisfano le prime due ipotesi e che hanno solo un tipo di faccia sono proprio i solidi platonici (o regolari). I solidi archimedei sono quindi in un certo senso i solidi più "regolari" dopo quelli platonici (da cui la dicitura "semiregolare").
Prismi e antiprismi non sono tradizionalmente ritenuti archimedei, benché soddisfino le prime due ipotesi. Prismi e antiprismi si differenziano qualitativamente dai solidi archimedei per due fattori:
1. Prismi e antiprismi formano due famiglie infinite di solidi, mentre i solidi archimedei sono in numero finito (13)
2. Prismi e antiprismi ammettono "poche" simmetrie (il loro gruppo di simmetria è il gruppo diedrale, un gruppo "più facile" dei gruppi di simmetria dei solidi archimedei).

## Origine del nome
I solidi archimedei traggono il loro nome da Archimede, che li ha trattati in un'opera ora perduta. Durante il Rinascimento vari artisti matematici, nella valorizzazione delle pure forme hanno riscoperto tutti questi poliedri ricchi di simmetrie. Questa ricerca è stata completata intorno al 1619 da Keplero, che ha ridefinito prismi, antiprismi e due dei poliedri regolari non convessi ora chiamati solidi di Keplero-Poinsot.

## Proprietà

### Vertici
Poiché i vertici sono omogenei, questi sono tutti uguali. Più precisamente, le cuspidi intorno ai vertici sono tutte identiche (sono ottenibili una dall'altra tramite rotazione).

### Spigoli
Gli spigoli di un poliedro archimedeo hanno tutti la stessa lunghezza: questo è dovuto al fatto che le facce sono tutti poligoni regolari. La lunghezza {\displaystyle a} di uno spigolo è quindi un parametro che determina la grandezza globale del poliedro: variazioni di {\displaystyle a} trasformano il poliedro tramite similitudine. Conseguentemente, volume e area di superficie di un poliedro archimedeo sono calcolati in funzione di {\displaystyle a}.

## Classificazione
Vi sono 13 solidi archimedei, due dei quali sono chirali, non sono cioè equivalenti alla loro immagine riflessa: per questo motivo, in alcuni contesti questi poliedri sono contati due volte e si parla di 15 solidi archimedei.
Nella tabella che segue per incidenza dei vertici si intende la sequenza dei numeri di lati che caratterizzano i poligoni regolari che incidono in ogni vertice. Ad esempio, l'incidenza  (4,6,8) significa che in ogni vertice incidono un quadrato, un esagono e un ottagono; una tale sequenza viene precisata procedendo intorno al vertice in verso orario.
Il gruppo di simmetria del solido Oh, Ih e Td è rispettivamente il gruppo di simmetria dell'ottaedro, icosaedro e tetraedro. I gruppi O ed I sono i sottogruppi rispettivamente di Oh e Ih formati dalle simmetrie che preservano l'orientazione.
| Nome                                                         | Immagine                  | Facce | Facce                                 | Spigoli | Vertici | Incidenza dei vertici | Gruppo di simmetria |
| ------------------------------------------------------------ | ------------------------- | ----- | ------------------------------------- | ------- | ------- | --------------------- | ------------------- |
| cubottaedro                                                  | (Animazione)              | 14    | 8 triangoli 6 quadrati                | 24      | 12      | 3,4,3,4               | Oh                  |
| icosidodecaedro                                              | (Animazione)              | 32    | 20 triangoli 12 pentagoni             | 60      | 30      | 3,5,3,5               | Ih                  |
| tetraedro troncato                                           | (Animazione)              | 8     | 4 triangoli 4 esagoni                 | 18      | 12      | 3,6,6                 | Td                  |
| cubo troncato (o esaedro troncato)                           | (Animazione)              | 14    | 8 triangoli 6 ottagoni                | 36      | 24      | 3,8,8                 | Oh                  |
| ottaedro troncato                                            | (Animazione)              | 14    | 6 quadrati 8 esagoni                  | 36      | 24      | 4,6,6                 | Oh                  |
| dodecaedro troncato                                          | (Animazione)              | 32    | 20 triangoli 12 decagoni              | 90      | 60      | 3,10,10               | Ih                  |
| icosaedro troncato (o pallone da calcio)                     | (Animazione)              | 32    | 12 pentagoni 20 esagoni               | 90      | 60      | 5,6,6                 | Ih                  |
| rombicubottaedro (o piccolo rombicubottaedro)                | (Animazione)              | 26    | 8 triangoli 18 quadrati               | 48      | 24      | 3,4,4,4               | Oh                  |
| cubottaedro troncato (o grande rombicubottaedro)             | (Animazione)              | 26    | 12 quadrati 8 esagoni 6 ottagoni      | 72      | 48      | 4,6,8                 | Oh                  |
| rombicosidodecaedro (o piccolo rombicosidodecaedro)          | (Animazione)              | 62    | 20 triangoli 30 quadrati 12 pentagoni | 120     | 60      | 3,4,5,4               | Ih                  |
| icosidodecaedro troncato (o grande rombicosidodecaedro)      | (Animazione)              | 62    | 30 quadrati 20 esagoni 12 decagoni    | 180     | 120     | 4,6,10                | Ih                  |
| cubo camuso (o cubottaedro camuso) 2 forme chirali           | (Animazione) (Animazione) | 38    | 32 triangoli 6 quadrati               | 60      | 24      | 3,3,3,3,4             | O                   |
| dodecaedro camuso (o icosidodecaedro camuso) 2 forme chirali | (Animazione) (Animazione) | 92    | 80 triangoli 12 pentagoni             | 150     | 60      | 3,3,3,3,5             | I                   |

### Poliedri quasi regolari
I primi due poliedri, cubottaedro ed icosidodecaedro, hanno (oltre ai vertici) anche gli spigoli omogenei: per ogni coppia di spigoli esiste una simmetria del poliedro che sposta il primo nel secondo. Poliedri con questa proprietà sono chiamati quasiregolari (da non confondere con semiregolari, sinonimo di archimedeo).

### Poliedri chirali
Gli ultimi due, il cubo camuso e il dodecaedro camuso sono poliedri chirali, poliedri che non sono equivalenti alla loro immagine riflessa. Questi presentano quindi due forme, levomorfa e destromorfa, che (come le mani) si trasformano l'una nell'altra se sottoposte a una riflessione rispetto ad un piano.

## Come ottenere un solido archimedeo
I solidi archimedei si possono ottenere troncando un solido platonico o un altro solido archimedeo fino ad ottenere un poliedro che rispetta le proprietà dei solidi semiregolari:

### Dal tetraedro all'ottaedro
| Tetraedro | Tetraedro troncato | Ottaedro |
| --------- | ------------------ | -------- |
|           |                    |          |

### Dal cubo all'ottaedro
| Cubo | Cubo troncato | Cubottaedro | Ottaedro troncato | Ottaedro |
| ---- | ------------- | ----------- | ----------------- | -------- |
| Cubo |               |             |                   |          |

### Dal cubottaedro al rombicubottaedro
| Cubottaedro | Cubottaedro troncato | Rombicubottaedro |
| ----------- | -------------------- | ---------------- |
|             |                      |                  |

### Dal dodecaedro all'icosaedro
| Dodecaedro | Dodecaedro troncato | Icosidodecaedro | Icosaedro troncato | Icosaedro |
| ---------- | ------------------- | --------------- | ------------------ | --------- |
|            |                     |                 |                    |           |

### Dall'icosidodecaedro al rombicosidodecaedro
| Icosidodecaedro | Icosidodecaedro troncato | Rombicosidodecaedro |
| --------------- | ------------------------ | ------------------- |
|                 |                          |                     |

## Poliedri duali
I poliedri duali dei solidi archimedei sono chiamati solidi di Catalan. La relazione di dualità scambia i ruoli di vertici e facce: poiché i poliedri archimedei hanno i vertici omogenei (ma non le facce), quelli di Catalan hanno le facce omogenee (ma non i vertici).